# Dãy núi Pu Lai Leng
Dãy núi Pu Xai hay đầy đủ hơn là Pu Xai Lai Leng , là một dãy núi trong hệ thống núi Bắc Trường Sơn. Dãy núi này chạy theo hướng tây bắc - đông nam từ vùng biên giới Lào - tây bắc Nghệ An đến núi Hồng Lĩnh ở Hà Tĩnh. Dãy núi này được cấu tạo bằng đá granit khó bị bào mòn. Sườn dãy núi vì thế dốc đứng. Các đỉnh núi trong dãy này khá cao; cao nhất là đỉnh Pu Xai (2720 mét). Cũng như cả dãy Bắc Trường Sơn, dãy núi Pu Xai Lai Leng được hình thành trong kỳ tạo núi Hercynia.
Có nhiều đường đứt gãy trên sống dãy núi Pu Xai Lai Leng, tạo nên những đèo thấp và tạo lối cho các con sông từ phía Lào chảy qua sang Việt Nam, như đèo Kẹo Nưa cao 734 mét (Hương Sơn, quốc lộ 8) và đèo Mụ Giạ cao 418 mét (Minh Hóa, quốc lộ 12A).
Chạy dọc theo dãy núi là cung đường tuần tra biên giới bằng bê tông được xây dựng vào khoảng 2008-2015. Đây là một cung đường hiểm trở đầy thử thách hàng năm ngâm mình trong mây và núi rừng, hai bên là rừng nguyên sinh rậm rạp, những vách đá thẳng đứng cao hàng trăm mét.
Tên gọi Pu Xai Lai Leng xuất phát từ tiếng Thái tại khu vực Nghệ An, với nghĩa đen là "núi cát rất khô hạn".